# The Lover/The Devil
The Lovers/The Devil — второй альбом американской металкор-группы Sworn In, выпущенный 7 апреля 2015 года на лейбле Razor & Tie.

## Концепция
По словам Тайлера Дэннена, вокалиста группы, The Lovers/The Devil является концептуальным альбомом, разделённым на 2 части и повествующим о разрушающихся отношениях. Первая часть называется The Lovers и включает в себя первые 7 композиций, остальные шесть песен составляют вторую часть под названием The Devil. История развивается вокруг любви между навязчивым, романтичным и эмоционально нестабильным парнем, и жестокой, холодной и отдалённой девушкой. Ко второй части альбома герои меняются ролями — парень становится безразличным, когда понимает, что его чувства не взаимны, а девушка осознаёт свою ошибку и пытается всё исправить. Вдохновением для Тайлера послужили плохие отношения между его родителями и его собственные неудачные отношения, через которые он неоднократно проходил.

## Отзывы критиков
| Оценки критиков | Оценки критиков |
| Источник        | Оценка          |
| --------------- | --------------- |
| Metal Hammer    | [ 4 ]           |
| Rock Hard       | [ 5 ]           |
| Metal.de        | [ 6 ]           |
| Sputnikmusic    | [ 7 ]           |
| Ultimate Guitar | [ 8 ]           |
| New Noise       | без оценки      |

Альбом получил смешанные отзывы музыкальных критиков. Стивен Хилл из Metal Hammer поставил альбому 3 звезды из 5, написав, что альбом наполовину состоит из средних песен, которые ничем не выделяются на фоне других групп и что из материала мог получиться отличные мини-альбом, но в целом релиз нельзя назвать оригинальным. В отзыве с сайта Sputnikmusic также отмечается смешанное качество песен: «The Lover/The Devil примерно на полпути застрял в грязи и на полпути определённо продвигается вперёд. В нем представлены как их самые авантюрные песни, так и самые устаревшие». Несмотря на это, Расмус Питерс с сайта Metal.de положительно оценил альбом, поставив ему 7 баллов из 10, соглашаясь с тем, что на The Lover/The Devil присутствуют слабые треки, однако заметив, что удачные песни оставляют хорошее впечатление, а благодаря качественному звучанию от прослушивания можно получать удовольствие.

## Список композиций
Вся музыка написана Крисом Джорджем.
| №                   | Название                  | Длительность |
| ------------------- | ------------------------- | ------------ |
| 1.                  | «Sweetheart»              | 2:34         |
| 2.                  | «Sugar Lips»              | 3:30         |
| 3.                  | «I Don't Really Love You» | 3:48         |
| 4.                  | «Oliolioxinfree»          | 3:51         |
| 5.                  | «Waltz»                   | 0:33         |
| 6.                  | «Pins and Needles»        | 3:41         |
| 7.                  | «Lay with Me»             | 3:44         |
| 8.                  | «Weeping Willow»          | 1:47         |
| 9.                  | «Pocket Full of Posies»   | 4:00         |
| 10.                 | «Sunshine»                | 4:09         |
| 11.                 | «Scissors»                | 4:33         |
| 12.                 | «Sour»                    | 1:06         |
| 13.                 | «Love Drunk»              | 4:16         |
| Общая длительность: | Общая длительность:       | 41:31        |

## Участники записи
Sworn In
- Тайлер Дэннен — вокал, тексты
- Евгений Камлюк — гитары, бэк-вокал
- Закари Гибсон — гитары, бэк-вокал
- Дерек Болман — бас-гитара
- Крис Джордж — ударные

Персонал
- Продюсирование, сведение, мастеринг — Уилл Патни и Рэнди Лабаф
- A&R — Майк Гиттер
- Менеджмент — Джеф Мених (The Power Kingdom) и Кирен Смит
- Букинг — Брэд Уайзмен (США, The Soroka Agency) и Марко Уолцел (Европа, Avocado Booking)
- Иллюстрации — Майкл Штайнхайзер
- Дизайн — Forefathers
- Фотографии — Джонатан Уайнер